# Aeminium
Aeminium fue una población romana localizada donde actualmente se encuentra la ciudad portuguesa de Coímbra. Sus ruinas se localizan en el museo Machado de Castro, estando situadas en la ciudad universitaria. La ciudad fue fundada durante el reinado del emperador romano Augusto. Las incursiones suevas y luego las visigodas de 468 en Conímbriga (cerca de la moderna población de Condeixa-a-Nova) hicieron que muchos de sus habitantes se fueran a vivir a Aeminium, y por ello cambió de nombre a Coimbra, una deformación de Conimbriga. Además Aeminium posee la ventaja sobre Conímbriga de encontrarse en medio de la ruta entre Bracara Augusta (Braga) y Olissipo (Lisboa), además de abastecerse del agua del Mondego. 

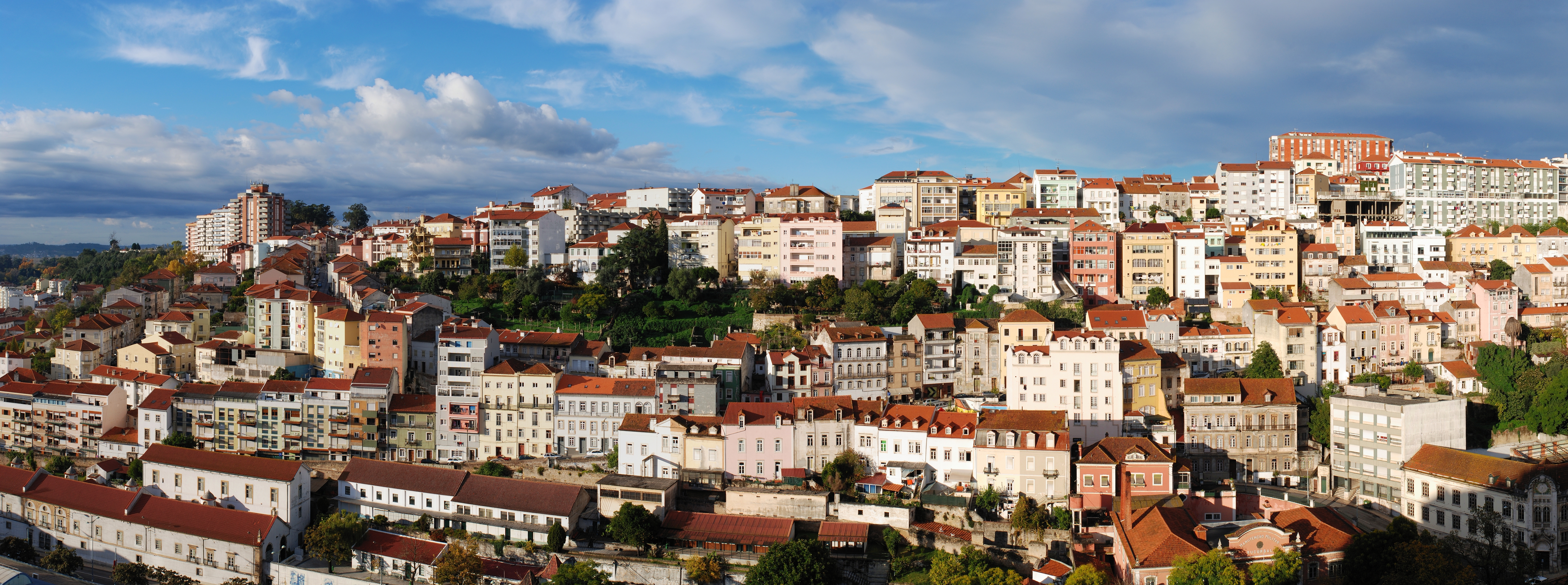
Vista de Coímbra, antigua Aeminium.

Se han descubierto estatuas, habitaciones, inscripciones funerarias y otros elementos de distintos años que corroboran la tesis de un asentamiento fijo. De la época romana destacan también el acueducto romano y el criptopórtico, ambos están en el centro de la antigua población, manteniéndose en óptimo estado de conservación.
Æminium, antes un pequeño asentamiento, creció y le arrebató a Conímbriga la diócesis. Después del período suevo y posteriormente visigodo, sucumbió bajo el dominio árabe en 714 al igual que la mayoría de las poblaciones de la península ibérica fue (re)conquistada por el Reino de León definitivamente en 1064.